# تپه سلاخ خانه (تپه قنبر)
تپه سلاخ خانه (تپه قنبر) مربوط به دوره اشکانیان - دوره ساسانیان - دوران‌های تاریخی پس از اسلام است و در شهرستان مشگین‌شهر، روستای انار واقع شده و این اثر در تاریخ ۲۵ اسفند ۱۳۴۵ با شمارهٔ ثبت ۶۳۵ به‌عنوان یکی از آثار ملی ایران به ثبت رسیده است.